# Werewolf Legion
Werewolf Legion är ett svenskt kriminellt gäng som är verksamt i Stockholms förorter, främst Haninge, vilket upptäcktes av polisen 2007. Det utmärker sig genom att bära svarta skinnvästar och tröjor med gängets symbol: en muskulös varulv, slagen i handbojor, som sträcker armarna i luften.
Ligan var enligt Dagens Nyheter "extremt brottsaktiv" och ett av Stockholmspolisens "största bekymmer" under första halvan av 2007. Ligan ägnar sig åt utpressning, rån och narkotikahandel. Bland medlemmarna finns också flera företagare. Gängledaren, som kallas "presidenten", är en 29-årig man (2007) som tidigare dömts för kokainsmuggling från Sydamerika. Flera andra medlemmar är även sedan tidigare straffade för olika typer av brott.
Sedan årsskiftet 2006/2007 har Stockholmspolisen satsat på att oskadliggöra gänget och enligt Södertörnspolisen (juli 2007) sitter åtta av de 15 kända medlemmarna i fängelse eller i häkte. Den 29-årige gängledaren häktades även i slutet av maj 2007. Polisen anser att gänget har blivit splittrat och utgör ett mindre hot än tidigare.
Gruppen grundades av en grupp fångar i början av 1999 på Norrtäljeanstalten. Den konstellation gruppen har nu är ej den ursprungliga från 1998. "WL" tatuerat på handleden, underarmen eller bröstet var ett av de tidigare kännetecknen, eller gängets symbol - en muskulös varulv (kom lite senare)[källa behövs]
I juli 2012 gick fackförbundet SAC ut med ett pressmeddelande där man berättade att en företrädare för fackförbundet blivit misshandlad och hotad av medlemmar ur Werewolf Legion som trängt sig in i hans bostad. Gängmedlemmarna ska ha krävt att SAC skulle sluta driva fackliga krav mot ett specifikt bemanningsföretag. 